# Richland (Washington)
Richland je grad u američkoj saveznoj državi Washington. Prema popisu stanovništva iz 2010. u njemu je živjelo 48.058 stanovnika.